# 张喜
张喜（?—?），一作张嘉，汝南郡蔡陽县（細陽县，今安徽省阜阳市北）人。东汉时期人物。光祿勳張酺（字孟侯）的曾孫，張蕃之孫、張磐之子，司空張济之弟。
张喜开始任卫尉，初平四年（193年）十二月廿七，接替赵温任司空（三公之一）。期间汉献帝从长安东迁，最后到达许都。建安元年（196年）九月，张喜、太尉杨彪同时卸任。不久，曹操接任司空。
公元209年，孫權發動第一次合淝之戰。張喜作為援軍因瘟疫無法扺達。